# Рудник Найманжал
Рудник Найманжал (Найманджал) – колишнє гірничодобувне підприємство у Павлодарській області Казахстану, яке здійснювало розробку однойменного золоторудного родовища.
Розробку родовища, що знаходиться на території колишнього Семипалатинського ядерного полігону,  почала в 2005 році зареєстрована у США компанія Frontier Mining. Роботи велись відкритим способом, а до комплексу облаштування увійшла фабрика з вилучення золота методом купчастого вилуговування, яка була спроможна щорічно виплавляти до 1,55 тони золота. 
Первісно запаси родовища оцінювали у 11,8 млн тон руди, які мали містити майже 8 тон золота. Але  у підсумку Найманжал не виправдало очікувань і в 2009-му рудник зупинили з переносом зусиль на розробку родовища Коскудук (при цьому переробка видобутої на Найманджал руди тривала і в 2010 року). Фактично за період з 2005 по 2009 роки на Найманжал виплавили лише 0,35 тони золота та 1,48 тони срібла. Закриття рудника потягнуло за собою списання неамортизованих капітальних витрат у розмірі 16,5 млн доларів США.
Можливо відзначити, що в подальшому Frontier Mining також узялась за проект розробки родовища Бенкала в Актюбінській області, проте в середині 2010-х збанкрутувала.